# Calle Lindström

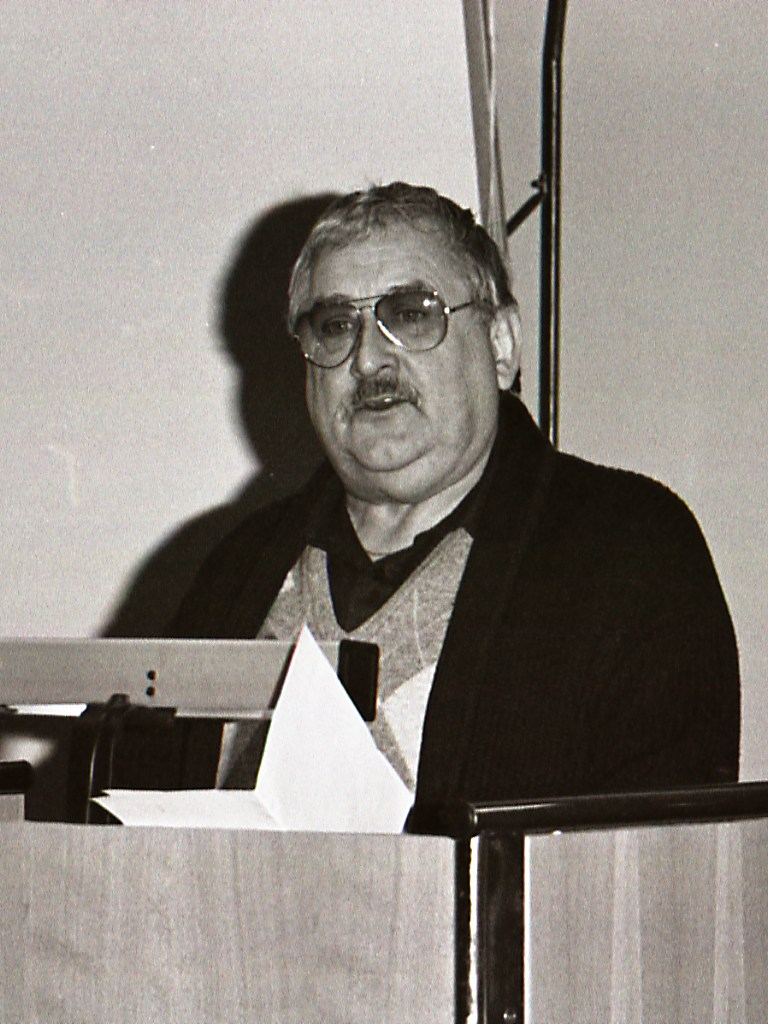
John Harryson spelade in Cecilia Vals och Mitt Handklaver av Calle Lindström.

Calle Lindström, född 1868 i Linköpingstrakten, död 1955, var en svensk komiker och sångare.

## Biografi
Lindström var född i Linköpingstrakten men kom tidigt till Norrköping. År 1881, som ung tonåring, slog han följe med en utländsk cirkus på besök i staden och blev senare akrobat.
När folkparkerna i början av 1900-talet började med artistprogram var Lindström en av de första på scenerna. Debuten skedde i Norrköpings folkets park 1901, där han även spelade lokalrevy. Han fortsatte sitt turnerande ända fram till 1940-talet.
Lindström var även en flitig grammofonartist och  gjorde över 200 skivinspelningar.
År 1977 satte stadsteatern Norrköping-Linköping upp föreställningen "Här kommer Calle Lindström", sammanställd av Uno "Myggan" Ericson och Lars Rundgren. Föreställningen beskrevs som "ett spel om en artist, en folklig underhållare från förr".